# Славко Мандић
Славко Мандић, црногорски је новинар и власник радио станице Скала, основане 2002. Његова радио станица имала је потписан уговор са општином Котор на основу којег је добијала новчану надокнаду за свој рад из градског буџета.

## Ставови и активизам
У 2020. Мандић је тврдио да су лијекови за COVID-19, који нијесу били доступни у Црној Гори у датом тренутку, употребљивани за лијечења шефа српске цркве митрополита Амфилохија.
Скала радио је тексту објављеном 2021. јавности представио интервју са америчким сенатором Диком Дурбином, у којем је сенатор наводно тврдио да је Вашингтон упознат са дестабилизацијом Црне Горе и да Москви и Београду то неће проћи и да су САД упознате са негативним утицајем СПЦ и БИЕ на политичке промјене у Црној Гори. Кабинет сенатора Дурбина се након објављивања текста огласио са званичним саопштењем да Дурбин никада није дао никакав интервју или изјаву за црногорске медије.
Мандић је тврдио да је Црна Гора расадник отпадака, алудирајући на Србе из Црне Горе, те да Србија, у свом историјском трајању, у суштини насилничка и злочиначка држава.
Водио је емисију У жижи на Телевизији Пинк и емисију Неђеља у петак.
Бивши је члан Народне странке.

## Публикације
- Политички попови и литијашки експерти: Тамна страна историјске збиље, 2021[10]